# (39693) 1996 ST1
(39693) 1996 ST1 è un asteroide troiano di Giove del campo greco. Scoperto nel 1996, presenta un'orbita caratterizzata da un semiasse maggiore pari a 5,216951 UA e da un'eccentricità di 0,008957, inclinata di 6,520064° rispetto all'eclittica. Ha un diametro di 14,899 km. Ha un'albedo di 0,105.